# Prunus × yedoensis
Prunus × yedoensis Matsum., 1901, noto anche come ciliegio Yoshino o ciliegio di Yoshino, è una pianta della famiglia delle Rosacee endemica del Giappone. È un ibrido ottenuto dall'incrocio tra Prunus itosakura e Prunus speciosa. È un clone di un singolo albero ed è propagato tramite innesto in tutto il mondo.

## Nomi
Si ritiene che il ciliegio Yoshino sia endemico del distretto di Yoshino. Nel 1900, il ciliegio Yoshino è stato chiamato Somei-yoshino, in onore del villaggio di Somei. Nel 1901, il ciliegio Yoshino ha ricevuto il nome scientifico Prunus yedoensis da Jinzō Matsumura. Comunque, dopo che Ernest Henry Wilson ha suggerito che il ciliegio Yoshino è un ibrido tra Prunus subhirtella var. ascendens (Edo higan) e Prunus lannesiana (Oshima zakura) nel 1916, il ciliegio Yoshino è stato denominato Prunus × yedoensis. Come per il ciliegio coreano chiamato King cherry il quale ha nome scientifico Prunus yedoensis var. nudiflora dal botanico tedesco Bernhard Adalbert Emil Koehne nel 1912, esso continua ad essere chiamato Prunus yedoensis.
Il ciliegio Yoshino non ha un nome scientifico della sua varietà (cultivar), poiché esso è la varietà originale di questa specie ibrida (Prunus × yedoensis). Un nuovo nome, 'Somei-yoshino', è stato proposto per le altre varietà di Prunus × yedoensis.

## Descrizione
Prunus × yedoensis è un piccolo albero deciduo che cresce fino a 5-12 metri (raro 15 metri) a maturità. Esso cresce bene su terreno con durezza 5-8, e cresce bene in ambiente soleggiato e terreno umido ma ben drenato. Le foglie sono alternate, di lunghezza tra i 6 ed i 15 centimetri ed ampiezza tra i 4 e 7 centimetri, con margini serrati. Esse spesso emergono con colorito bronzo quando appena formate, per poi diventare di colore verde scuro in estate.
I fiori emergono dalle foglie in primavera. Essi sono fragranti, da 3 a 3.5 centimetri di diametro, con cinque petali di colore bianco o rosa pallido. I fiori crescono in gruppi di 5 o 6.
Il frutto, una piccola ciliegia, è una drupa di 8-10 millimetri di diametro. Essi sono un importante fonte di sostentamento per molti piccoli mammiferi ed uccelli, come pettirossi e tordi. Anche se il frutto ha poca polpa, possiede un succo rosso molto concentrato.

## Coltivazione
Il ciliegio yoshino è utilizzato come pianta ornamentale. Sono state selezionate molte varietà, tra cui akebono, ivensii, e shidare yoshino.
Dal periodo Edo al periodo Meiji, giardinieri ed artigiani del villaggio Somei a Edo (ora Kogagome, Toshima, Tokyo) hanno coltivato someiyoshino. Essi hanno prima chiamato la pianta yoshinozakura, ma nel 1900, sono state chiamate someiyoshino dal Dr. Fujino., a volte scritto somei-yoshino.

Il ciliegio yoshino è stato introdotto in Europa e in Nord America nel 1902. Il National Cherry Blossom Festival è una festività primaverile a Washington, in memoria del dono di alberi di ciliegio giapponesi da Tokyo alla città di Washington nel 1912. Essi sono localizzati nel Tidal Basin park. Molti dei 2000 ciliegi giapponesi donati ai cittadini di Toronto nel 1959 sono stati piantati ad High Park.

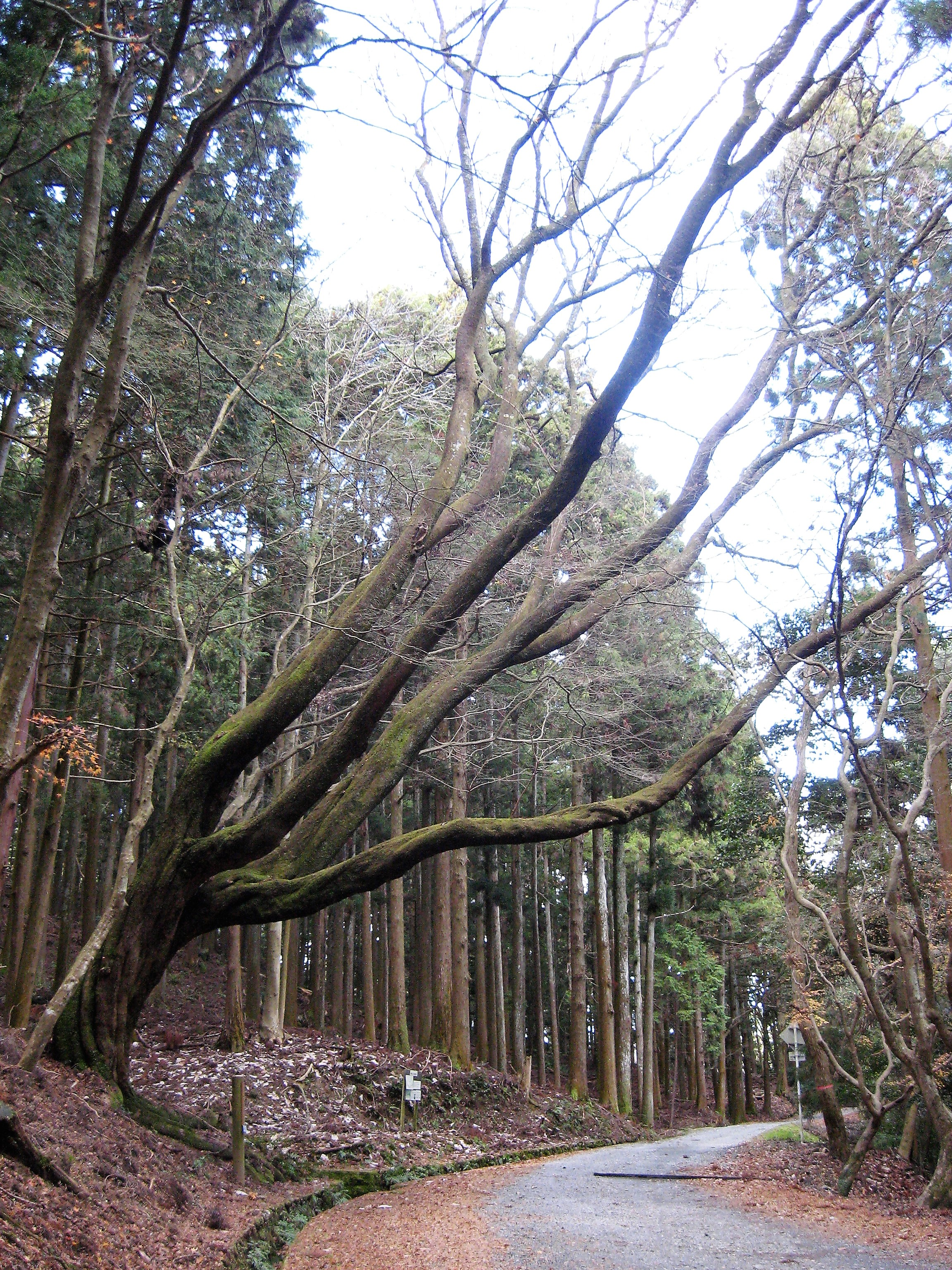
Ciliegio Yoshino, foresta Kasugayama, Nara.
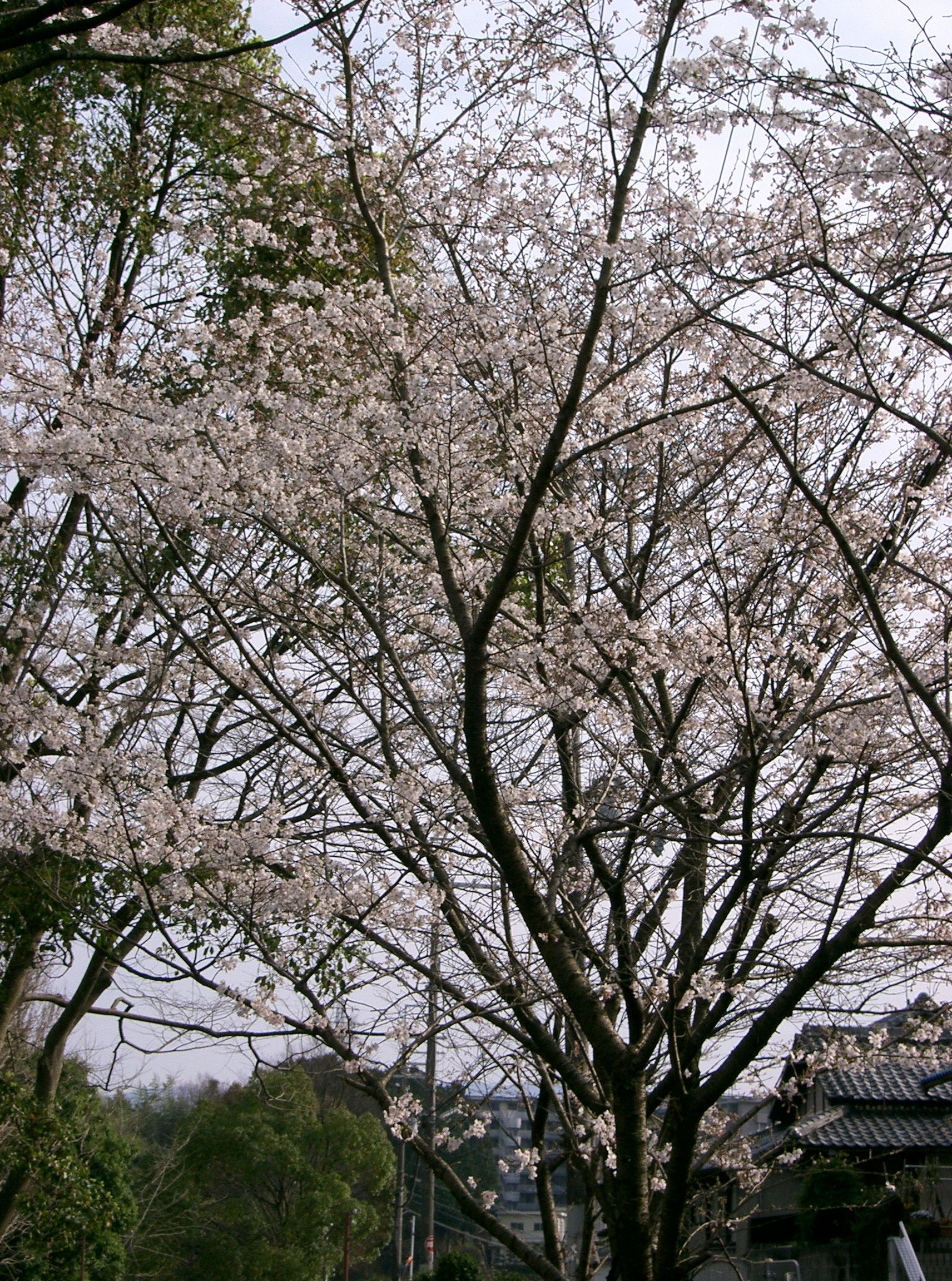
Prunus × yedoensis in fiore.

## Specie parentali putative
È attualmente accettato che il ciliegio Yoshino sia un ibrido tra Prunus itosakura (sin.: Prunus pendula f. ascendens, Prunus × subhirtella f. ascendens), in giapponese Edo higan, e Prunus speciosa, in giapponese Oshima zakura.
- Nel 1916, Ernest Henry Wilson ipotizzò che il ciliegio Yoshino fosse un incrocio tra Prunus subhirtella var. ascendens Wilson (Edo higan) e Prunus lannesiana Wilson (Oshima zakura).[10]
- Nel 1963, Takenaka ha suggerito che il ciliegio Yoshino è un incrocio tra Prunus lannesiana var. speciosa (Oshima zakura) e Prunus subhirtella var. pendula form ascendens (Edo higan).[18]
- Nel 1986, Takafumi Kaneko et al. ha condotto una analisi ctDNA dei cloroplasti utilizzando enzimi di restrizione. Il ciliegio Yoshino non ha mostrato una variazione inter-pianta del ctDNA, ed ha lo stesso ctDNA del Prunus pendula (Edo higan), differendo dal Prunus lannesiana (Oshima zakura) si un singolo sito di restrizione HindIII. Tali scoperte suggeriscono che P. pendula è il genitore femminile del P. yedoensis.[19]
- Nel 1995, Hideki Innan et al. ha condotto uno studio sul DNA fingerprinting utilizzando diversi tipi di probe, la sequenze ripetuta M13 e l'oligonucleotide sintetico (GACA)4. Essi hanno concluso che il ciliegio Yoshino cherry è stato prodotto solo una volta tramite l'ibridizzazione tra Prunus lannesiana (Oshima zakura) e Prunus pendula (Edo higan), e che tale ibrido si è diffuso in tutto il giappone.[6]
- Nel 2014, Shuri Kato et al. hanno condotto una analisi molecolare usando i polimorfismi di sequenza ripetuta nucleare (SSR) per tracciare le varietà di origine. I dati hanno rivelato che il ciliegio Yoshino è un ibrido tra Prunus pendula f. ascendens (Edo higan) e Prunus lannesiana var. speciosa (Oshima zakura), anche se c'era una piccola e non significativa associazione con Prunus jamasakura. La proporzione di ogni specie è: Edo higan 47%, Oshima zakura 37%, e jamasakura 11%.[20]
- Nel 2015, Ikuo Nakamura et al., hanno analizzato le sequenze dell'introne 19 e dell'esone 20 di PolA1. Una delle due sequenze dell'esone 20 del ciliegio Yoshino era la stessa del P. pendula (Edo higan), mentre l'altra sequenza era condivisa con molti taxa nelle sette specie selvatiche, incluso P. jamasakura (Yamazakura) e P. lannesiana (Oshima zakura). Il ciliegio Yoshino conteneva due differenti aplotipi della sequenza dell'introne 19; uno era lo stesso dell'Oshima zakura. Mentre l'altro aplotipo differiva dal Edo higan di due SNPs, ma era identico a uno dei due aplotipi del P. pendula ‘Komatsuotome’, il quale è una varietà del Edo higan. Questi risultati indicano che il ciliegio Yoshino è probabilmente originato dall'ibridazione di due varietà derivate dal Edo higan e dal Oshima zakura.[21]

## Dibattito sull'origine
- Nel 1908,  Taquet, un missionario francese, ha scoperto un ciliegio nativo dell'isola di Jeju (Corea del Sud), e nel 1912 il botanico tedesco Koehne ne ha dato il nome scientifico Prunus yedoensis var. nudiflora.[22] Anche se questa specie è chiamata Eishu zakura, ed è una variazione del ciliegio Yoshino, da allora è stato misinterpretato che il ciliegio Yoshino cresce naturalmente nelle isole Jeju.[23]
- Nel 1933, il botanico giapponese Gen'ichi Koizumi ha riportato che il ciliegio yoshino è originario dell'isola di Jeju, Corea del Sud.[23]
- Nel 1962, Yo Takenaka ha escluso l'origine coreana tramite uno studio morfologico.[18][24]
- Nel 1995, tramite analisi del DNA, è stato concluso che il ciliegio Yoshino che cresce in molte parti del Giappone sotto il nome di Prunus × yedoensis, è di fatto clonalmente propagato dall'ibrido di Prunus lannesiana (Oshima zakura) e Prunus pendula (Edo higan),[6] il quale conferma le conclusioni date da Iwasaki Fumio nel 1991 che il Prunus × yedoensis è stato originato nel 1720–1735 dall'incrocio artificiale di queste specie ad Edo (Tokyo).[25] Oshima zakura è una specie endemica trovata solo nei dintorni delle isole Izu, e nelle penisole Izu e Bōsō, ma non nella penisola koreana.[26][27]
- Nel 2007, uno studio condotto dal confronto tra il ciliegio giapponese Yoshino, e Prunus × nudiflora coreano, ha concluso che gli alberi nativi da questi due luoghi possono essere considerate specie diverse.[13]
- Nel 2016, l'analisi filogenetica del nrDNA ITS, ed l'aplotipo cpDNA, hanno suggerito l'indipendente origine del King cherry ed il ciliegio Yoshino.[28]
- Nel 2016, è stato dato un nuovo nome scientifico King cherry, Cerasus × nudiflora, in modo da distinguerlo dal ciliegio Yoshino (Prunus × yedoensis).[29]

## Ecologia
Prunus × yedoensis è tra le piante nutrici delle larve di Chrysozephyrus smaragdinus, una farfalla della famiglia Lycaenidae.